# 虹 (1970年のテレビドラマ)
『虹』（にじ）は、1970年（昭和45年）4月6日から1971年（昭和46年）4月3日まで放送されたNHK連続テレビ小説の第10作。主演は南田洋子。全310回。

## 概要
戦中・戦後にかけて大学講師の妻が、病弱な夫と、その両親に仕え、4人の子供を育てながら生きる姿を描く。「連続テレビ小説」10作品目にして原案原作のない脚本家・田中澄江による書き下ろし作品である。
放送期間平均視聴率は37.9%、最高視聴率は48.8%（ビデオリサーチ調べ、関東地区・世帯）。

## 映像の現存状況
放送された映像はNHKアーカイブスに残っていないが、当時の広報番組で放送した撮影現場の映像のみが現存しており、この映像の中にはほんのわずかであるが南田洋子と仲谷昇がやりとりする本編の一部分も含まれている。

## キャスト
三谷かな子
演 - 南田洋子
ヒロイン
三谷久志
演 - 仲谷昇
かな子の夫
三谷久友
演 - 中村芝鶴
義父
三谷ひろの
演 - 滝花久子
義母
三谷晃
演 - 古谷一行（幼少期：加藤信一）
長男
三谷清志
演 - 小林尚臣（幼少期：矢崎知紀）
次男
三谷かおる
演 - 小柳ルミ子（幼少期：湯本明子）
長女
三谷みどり
演 - 永野裕紀子
次女
その他
演 - 伊東四朗、音無美紀子、岸輝子、小鹿敦、野添ひとみ、河内桃子、白水いつ子、杉山とく子、伊藤栄子、小林トシエ、菊地佐玖子

## スタッフ
- 作 - 田中澄江
- 音楽 - 広瀬量平
- 語り - 白坂道子
- 演出 - 中山三雄